# Lavérune
Lavérune – miejscowość i gmina we Francji, w regionie Oksytania, w departamencie Hérault.
Według danych na rok 1990 gminę zamieszkiwało 2090 osób, a gęstość zaludnienia wynosiła 291 osób/km² (wśród 1545 gmin Langwedocji-Roussillon Lavérune plasuje się na 185. miejscu pod względem liczby ludności, natomiast pod względem powierzchni na miejscu 892.).